# 桑皮 (瓦兹省)
桑皮（法語：Cempuis，法語發音：[sɑ̃pɥi]）是法国瓦兹省的一个市镇，属于博韦区。

## 地理
桑皮（49°39'30"N, 1°59'13"E）面积9.38 平方千米，位于法国上法蘭西大區瓦兹省，该省份为法国北部内陆省份，北起索姆省，西接厄尔省和滨海塞纳省，南至塞纳-马恩省和瓦兹河谷省，东临埃纳省。
与桑皮接壤的市镇（或旧市镇、城区）包括：格朗维利耶、阿卢瓦、勒阿梅勒、索默勒、蒂约卢瓦圣安托万。

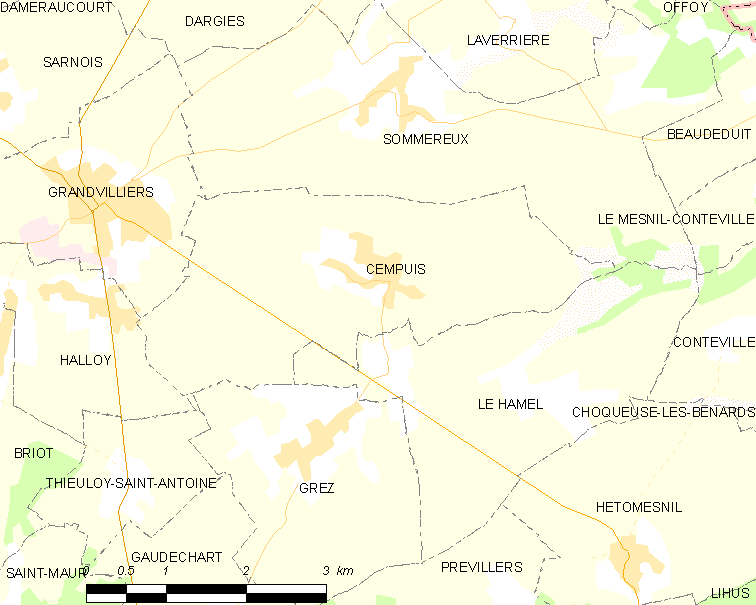
的OSM定位图

桑皮的时区为UTC+01:00、UTC+02:00（夏令时）。

## 行政
桑皮的邮政编码为60210，INSEE市镇编码为60136。

## 政治
桑皮所属的省级选区为格朗维利耶县。

## 人口

1962-2008年间人口变化图示

桑皮于2022年1月1日时的人口数量为479人。